# Litoria mystax
Espèce
Synonymes
- Hyla mystax Van Kampen, 1906

Statut de conservation UICN

 DD  : Données insuffisantes
Litoria mystax est une espèce d'amphibiens de la famille des Pelodryadidae.

## Répartition
Cette espèce est endémique de Nouvelle-Guinée occidentale en Indonésie. Elle se rencontre à Moaif dans les environs de Demta (id) dans le kabupaten de Jayapura dans les basses terres du Nord de la province de Papouasie.

## Description
Le mâle holotype mesure 29 mm.

## Publication originale
- Van Kampen, 1906 : Amphibien. Résultats de l'expédition scientifique Néerlandaise à la Nouvelle-Guinée en 1903 sous les auspices de Arthur Wichmann, chef de l'expédition. Nova Guinea, vol. 5, p. 163–180 (texte intégral).